# The New York Review of Science Fiction
The New York Review of Science Fiction – amerykański miesięcznik literacki skupiony na twórczości fantastycznonaukowej. Powstał w 1988. Znajdują się w nim teksty krytyczne na temat literatury, recenzje oraz pogłębione recenzje nowych dzieł z gatunku. Przez pierwsze 24 lata był wydawany przez należący do Davida G. Hartwella Dragon Press, ale w 25 roku przeszedł do wydawnictwa Burrowing Wombat Press, którego właścicielem jest Kevin J. Maroney.
Czasopismo jest indeksowane w Modern Language Association oraz w innych spisach literatury przedmiotu oraz badaniach kulturowych. Pełny i aktualny indeks w formacie Microsoft Excel jest dostępny online. 